# Aviernoz
Aviernoz és un municipi francès situat al departament de l'Alta Savoia i a la regió d'Alvèrnia-Roine-Alps. L'any 2007 tenia 772 habitants.

## Demografia

### Població
El 2007 la població de fet d'Aviernoz era de 772 persones. Hi havia 272 famílies de les quals 48 eren unipersonals (28 homes vivint sols i 20 dones vivint soles), 80 parelles sense fills, 132 parelles amb fills i 12 famílies monoparentals amb fills.
La població ha evolucionat segons el següent gràfic:
Habitants censats

### Habitatges
El 2007 hi havia 326 habitatges, 279 eren l'habitatge principal de la família, 27 eren segones residències i 20 estaven desocupats. 291 eren cases i 35 eren apartaments. Dels 279 habitatges principals, 235 estaven ocupats pels seus propietaris, 35 estaven llogats i ocupats pels llogaters i 9 estaven cedits a títol gratuït; 2 tenien una cambra, 14 en tenien dues, 30 en tenien tres, 69 en tenien quatre i 164 en tenien cinc o més. 246 habitatges disposaven pel capbaix d'una plaça de pàrquing. A 76 habitatges hi havia un automòbil i a 190 n'hi havia dos o més.

### Piràmide de població
La piràmide de població per edats i sexe el 2009 era:
| Homes | Edats   | Dones |
| ----- | ------- | ----- |
| 0     | 95 o +  | 0     |
| 0     | 90 a 94 | 0     |
| 4     | 85 a 89 | 8     |
| 4     | 80 a 84 | 4     |
| 0     | 75 a 79 | 16    |
| 12    | 70 a 74 | 8     |
| 4     | 65 a 69 | 4     |
| 8     | 60 a 64 | 8     |
| 20    | 55 a 59 | 12    |
| 20    | 50 a 54 | 16    |
| 24    | 45 a 49 | 16    |
| 12    | 40 a 44 | 36    |
| 40    | 35 a 39 | 20    |
| 16    | 30 a 34 | 32    |
| 12    | 25 a 29 | 32    |
| 28    | 20 a 24 | 4     |
| 24    | 15 a 19 | 20    |
| 24    | 10 a 14 | 24    |
| 24    | 5 a 9   | 28    |
| 36    | 0 a 4   | 16    |

## Economia
El 2007 la població en edat de treballar era de 505 persones, 385 eren actives i 120 eren inactives. Les 385 persones actives estaven ocupades(193 homes i 192 dones).. De les 120 persones inactives 35 estaven jubilades, 44 estaven estudiant i 41 estaven classificades com a «altres inactius».

### Ingressos
El 2009 a Aviernoz hi havia 275 unitats fiscals que integraven 768,5 persones, la mediana anual d'ingressos fiscals per persona era de 21.303 €.

### Activitats econòmiques
Dels 35 establiments que hi havia el 2007, 7 eren d'empreses de fabricació d'altres productes industrials, 13 d'empreses de construcció, 1 d'una empresa de comerç i reparació d'automòbils, 1 d'una empresa de transport, 4 d'empreses d'hostatgeria i restauració, 1 d'una empresa financera, 2 d'empreses immobiliàries, 3 d'empreses de serveis, 1 d'una entitat de l'administració pública i 2 d'empreses classificades com a «altres activitats de serveis».
Dels 18 establiments de servei als particulars que hi havia el 2009, 1 era un taller de reparació d'automòbils i de material agrícola, 2 paletes, 2 guixaires pintors, 5 fusteries, 3 lampisteries, 1 electricista, 3 restaurants i 1 agència immobiliària.
L'any 2000 a Aviernoz hi havia 18 explotacions agrícoles que ocupaven un total de 528 hectàrees.

## Equipaments sanitaris i escolars
El 2009 hi havia una escola elemental.

## Poblacions més properes
El següent diagrama mostra les poblacions més properes.